# Edmond Dantès
Edmond Dantès (pronunciada(o) [ɛd.mɔ̃ dɑ̃.tɛs]) é o personagem titular e protagonista do romance de aventura O Conde de Monte Cristo, do romancista Alexandre Dumas. Sob o contexto narrativo da história, Dantès é um homem inteligente, honesto e amoroso que se torna amargo e vingativo depois de ser acusado por um crime que não cometeu. Enquanto desfruta de sua liberdade e riqueza, usa tais artifícios para recompensar aqueles que o ajudaram e para punir os responsáveis pelos seus anos de sofrimento. O personagem é conhecido pelos codinomes de O Conde de Monte Cristo (le Comte de Monte-Cristo, em francês), Simbad, o Marujo (Sinbad le Marin, em francês), Abade Busoni e Lorde Wilmore.

## História

### Dantès, o primeiro suboficial
No início da história, Edmond Dantès chega a Marselha como o primeiro dos marinheiros suboficiais do navio Le Pharaon. Com apenas 19 anos de idade, o jovem Dantès parece estar destinado ao sucesso. Embora a viagem tenha sido bem sucedida, Leclère, o ex-capitão do navio, adoeceu e morreu. Dantès informa esses eventos a M. Morrel, seu patrono, que propõe a Dantès uma tentativa de nomeá-lo capitão. Dantès apressa-se para ver seu pai e depois a sua amada, a jovem catalã Mercèdes. Ambos marcam um casório de imediato.

### O noivado e a prisão
Apesar da decisão tomada pelos personagens em relação ao casamento, a cerimônia nunca ocorre. Na própria noite de núpcias, Dantès é preso como um bonapartista suspeito e é levado ao promotor público. Edmond fora denunciado anonimamente e falsamente por Danglars, parceiro de Edmont, e por Fernand Mondego, um pretendente rival de Mercèdes. O procurador De Villefort conclui que Edmond é inocente e assegura-lhe sua liberdade. Logo depois, o promotor clama por evidências em uma carta em que denuncia Edmond às autoridades. A carta afirma que, na última viagem de Edmond, ele fez uma parada na ilha de Elba e recebeu uma carta de Napoleão. Edmond, portanto, entrega a carta que recebeu do Capitão Leclère e esclarece que o conteúdo do documento é desconhecido. De Villefort percebe  que a carta é enviada ao seu próprio pai, Noirtier De Villefort, forte apoiador de Napoleão, e para proteger seu pai e sua própria carreira, decide continuar com a acusação de Edmond com o medo de perder a hierarquia concedida por Luís XVIII. Sob o mantimento das acusações, De Villefort condena Edmond e o detém na prisão do Castelo de If, uma fortaleza insular que nenhum prisioneiro jamais escapou e onde estão alocados os presos políticos mais perigosos.

### Desespero e tentativa de suicídio
Após seis anos em confinamento solitário nas masmorras do Castelo de If, Edmond decide cometer suicídio por greve de fome. Temendo que seja forçado a se alimentar, joga sua comida fora em segredo. Depois de quase seis meses, ouve um ruído contra a parede de sua cela. A curiosidade sobre a origem do ruído faz com que Edmond volte a comer. Ao bater quatro vezes na parede da cela, percebe que o ruído foi cessado e conclui que é um prisioneiro tentando escapar. Devido ao desespero, utiliza a panela na qual estava sua comida para cavar onde ouviu o ruído anteriormente, na esperança de que algum prisioneiro tivesse aberto um caminho para a fuga. Eventualmente, Dantès rompe espaço suficiente na parede e comunica-se com o Abade Faria, que realmente estava preparando sua fuga.

### Edmond e o Abade Faria
Devido aos ensinamentos de Edmond sobre leitura, matemática, ciência, línguas, filosofia, história, luta de espadas e economia, os dois prisioneiros tornaram-se muito próximos. Juntos, determinaram quem traiu Edmond e, apesar da desaprovação de Faria, Edmond planejava vingança contra seus traidores. Os dois passaram anos cavando um túnel para a liberdade, mas Faria morre antes da fuga. Em suas últimas palavras, informou a Edmond um tesouro secreto localizado na ilha de Montecristo. Na mesma noite, Edmond escapa da prisão. Os carcereiros, ao invés de enterrarem os prisioneiros, jogam os corpos sobre a parede da fortaleza do mar, com uma bola de demolição acorrentada em torno das pernas. Utilizando uma faca feita de um crucifixo afiado, Edmond consegue a liberdade e chega à superfície do mar. Durante a noite, Edmond nada para uma pequena ilha próxima para se refugiar. No dia seguinte, ao ser encontrado nadando no mar, é resgatado sob a circunstância de ser uma vítima de naufrágio. Após isso, Edmond inicia um comércio de mercadorias na pequena ilha de Montecristo, durante o qual ele confirma a existência do tesouro relatado pelo Abade Faria. Devido ao êxito comercial e ao tesouro da ilha, Edmond torna-se rico.

### Lealdade e traição
Ao retornar a Marselha, Edmond descobre que seu pai faleceu de pobreza e que Mercèdes casou-se com Fernand dezoito meses depois que fora supostamente executado por traição. Ainda vivo, Gaspard é visitado por Edmond sob o disfarce de Abade Busoni para saber dos demais acontecimentos. Cadessoure diz a Edmond que Marrel tentou obter julgamento justo para Edmond e que Mercèdes pediu sua libertação. Edmond descobriu que os que permaneceram leais perante a sua decisão de prisão, haviam sofrido muito e, os que o traíram, prosperaram. Edmond agradece a Caderousse pela informação, pagando-lhe um grande diamante. Percebendo que apenas Morrel agiu com lealdade, Edmond cria mais três disfarces e os usa para salvar Morrel da falência. O primeiro é Lorde Wilmore, funcionário da empresa bancária Thomson and French, Simbad, o Marujo e O Conde de Monte Cristo, que perdurou nove anos.

### Paris e o Conde de Monte Cristo
Edmond emerge na sociedade de Paris como o misterioso e sofisticado Conde de Monte Cristo. Após a compra da escritura da ilha de onde obteve seu tesouro, Edmond consegue o feito de colocar-se nos níveis mais superiores da sociedade parisiense e assumir o papel de um dos homens mais influentes de toda a França. Como tal, é apresentado a vários outros homens poderosos, como Danglars, um rico banqueiro, Mondego, o Conde de Morcerf e herói militar, M. Villefort, procurador do rei e esposo de Mercèdes. Estabelecendo-se na sociedade de Paris, distanciou-se de Edmond Dantès, dando início ao plano de vingança contra aqueles que o traíram. No final do romance, Edmond exigiu vingança contra todos que o fizeram apodrecer na prisão. Expõe Villefort e Mondego como primordiais na conspiração, arruinando suas reputações e os denunciando para a polícia local. Villefort enlouquece e Mondego comete suicídio. Durante algum tempo, Danglars capturado pelo bandido italiano Luigi Vampa, com o intuito de entender o sofrimento de Edmond e de conhecer a sua riqueza. Ao findar o romance, Edmond parte com Haydée, com as palavras de "esperar e esperançar".

## Interpretações

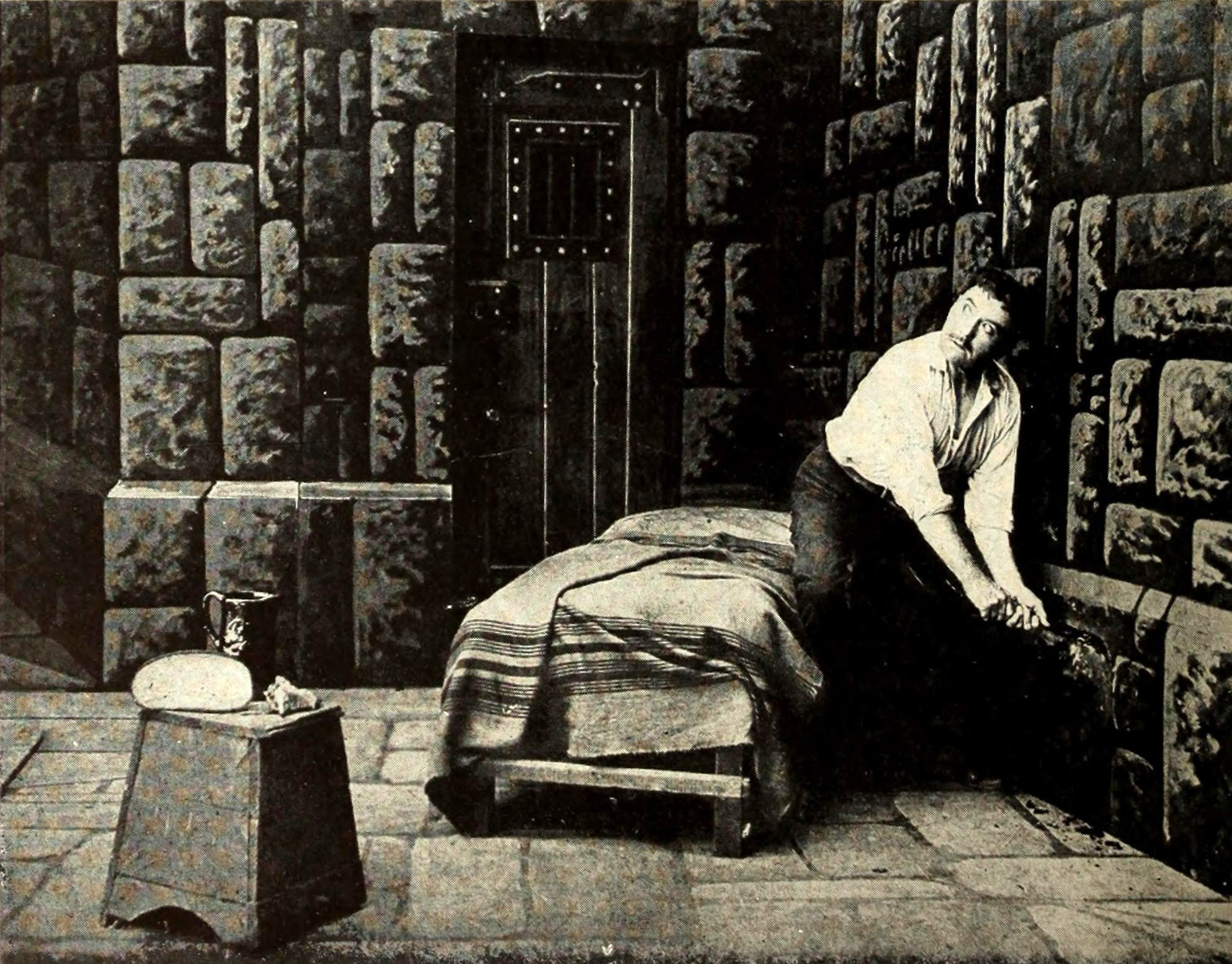
Interpretação de Edmond Dantès pelo ator James O'Neill, no filme de mesmo título de 1913

Acredita-se que a história da prisão de Dantès no Castelo de If foi inspirada pela detenção do seu próprio pai, Thomas-Alexandre Dumas, general da Revolução Francesa. Num período de 1799 a 1801, o general ficou detido em uma fortaleza na cidade italiana de Taranto. James O'Neill, pai do dramaturgo Eugene O'Neill, atuou como Edmond Dantès mais de 6 mil vezes durante sua carreira. No cinema, Edmond Dantès foi interpretado por atores como George Dolenz, Robert Donat, Jean Marais, Louis Jourdan, Gérard Depardieu, Richard Chamberlain e, mais recentemente, Jim Caviezel.
Além de interpretações no cinema, Edmond foi protagonizado em uma adaptação musical do romance. Na série de televisão animada japonesa Gankutsuō: O Conde de Monte Cristo, Edmond é interpretado por Jouji Nakata e dublado por Jamieson Price na versão americana. No meio televisivo, existem três adaptações do romance, sendo a última Montecristo em 2006. Em 2011, o canal ABC estreou a série de drama Revenge, como uma adaptação de O Conde do Monte Cristo. Na série, o personagem de Dantès é interpretado como uma protagonista feminina com o nome de Emily Thorne, retratada pela atriz Emily VanCamp. O personagem de Edmond Dantès apareceu na sexta temporada da série Once Upon a Time, interpretado por Craig Horner. Dantès é referenciado nas cenas finais do filme V de Vingança de 2005, em que a protagonista Every Hammond descreve o terrorista V como Edmond Dantês, após se tornar um mártir para declinar o governo tirânico de Norsefire. No final de sua carreira, o ator John Hughes utilizou Edmond Dantès como pseudônimo.